# 奧林匹克景氣

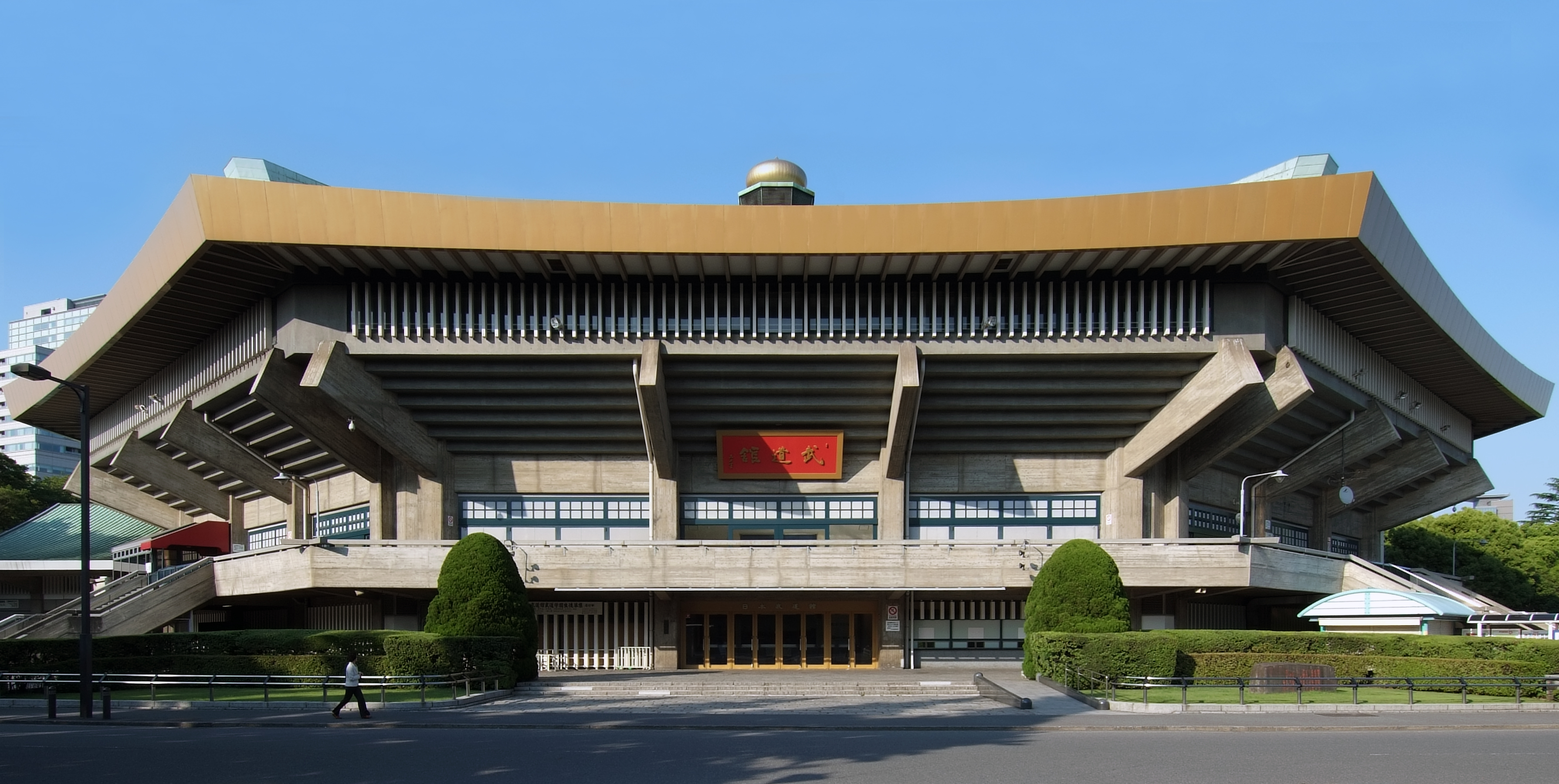
日本武道館

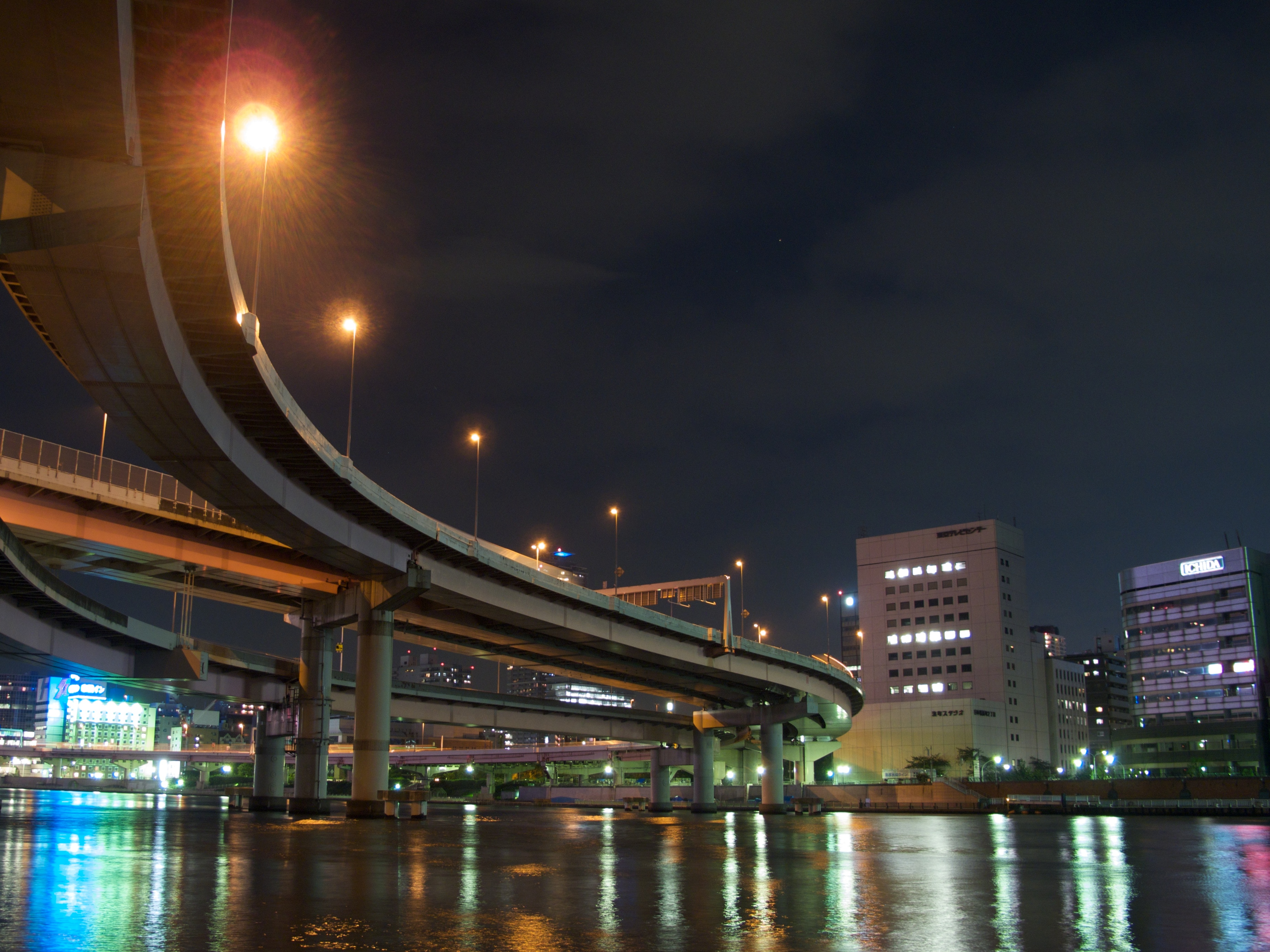
首都高速道路

奧林匹克景氣（日语：オリンピック景気）是指日本1962年11月至1964年10月由於夏季奧運會的舉辦而帶來的經濟高速發展。

## 概況

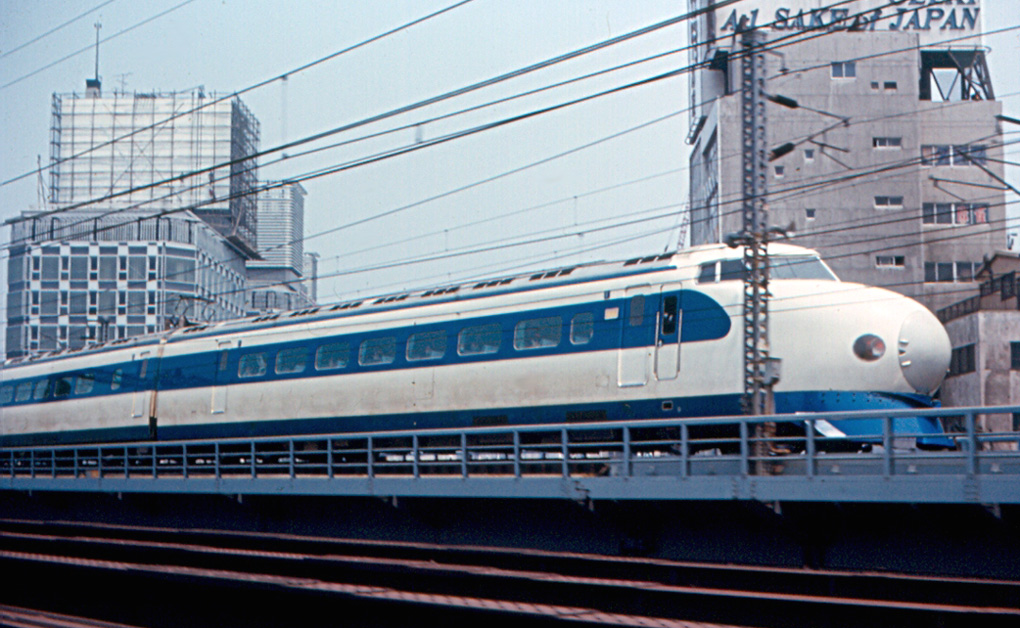
東海道新幹線于1964年东京奥运会开幕前9天开通

1964年夏季奧林匹克運動會在東京舉辦。奧運會使日本大大加快了交通運輸網絡和體育設施的建設，交通網將東京首都圈的範圍進一步擴大，東海道新幹線和首都高速道路都在這一時期建成；體育設施方面，國立競技場和日本武道館等作為比賽場館建起；許多人也為了收看奧運比賽而購買了電視機；房地產市場因為奧運蓬勃發展。
日本為了東京奧運的直接場館投資為295億日元；而間接投資（公路、地下鐵等交通建設、上下水道鋪建等）則達9,600億日元。

## 消退
奧運過後，基礎設施建設停滯，建筑業蕭條，電視機等生活用品的需求也飽和，到1964年底，日本經濟開始出現短暫的不景氣（証券蕭條或昭和40年蕭條），一些大企業倒閉。1965年日本政府發行戰後第一次建設國債後，形成五年經濟盛期，是為「伊奘諾景氣」。